# Юніорська збірна Вірменії з хокею із шайбою
Юніорська збірна Вірменії з хокею із шайбою  — національна юніорська команда Вірменії, що представляє країну на міжнародних змаганнях з хокею із шайбою. Опікується командою Федерація хокею Вірменії, команда двічі брала участь у чемпіонаті світу з хокею із шайбою серед юніорських команд.

## Результати

### Чемпіонати світу з хокею із шайбою серед юніорських команд
- 2005  — 3 місце (Дивізіон ІІІ, кваліфікація)
- 2008  — 5 місце (Дивізіон ІІІ, Група В)